# ターンレフト・ターンライト
『ターンレフト・ターンライト』（原題：向左走・向右走、英題：Turn Left, Turn Right）は、2003年に公開された香港・シンガポール製作のラブ・コメディー映画。原作は台湾の絵本作家幾米（ジミー）の作品《Separate Ways》（邦題：君のいる場所）で、映画化にあたっては原作のイメージをふくらませつつ大胆な改変を行っている。撮影は屋外シーンを台北で、室内シーンを香港で行った。
金城武とジジ・リョンの共演は2度目で、1999年に製作されたシルヴィア・チャン（張艾嘉）監督の香港映画『君のいた永遠（とき）』以来である。
2004年、中国で全22話の連続テレビドラマとしてリメイク。ルー・イー（陸毅）とアリッサ・チアが主演し、台湾の歌手・マイケル・ウォン（光良）が歌う主題歌「向左走・向右走」を収録したアルバムは中華圏で大ヒットした。

## ストーリー
若手バイオリニストのジョン（金城武）は、初恋の人である翻訳家のイブ（ジジ・リョン）と出会う。二人は子どもの頃サマーキャンプ中に出会い、お互いに好意を抱いていたが、その後音信不通になっていた。
お互いが昔サマーキャンプで気になっていた相手だと知った二人は、また会おうと夕立で大雨の降る中電話番号を交換して別れた。しかし翌朝、紙に書かれた電話番号が雨に濡れてにじんでしまっており、読めなくなっていることに気がつき愕然とする。覚えているのは、お互いの学生時代の学籍番号だけ。
実は二人は壁1枚を挟んで建てられたアパートの隣同士に住んでいたのが、それぞれのアパートの入り口は離れており、アパートの門を出るといつも右に曲がるジョンと左に曲がるイブは、運命のいたずらですれ違ってばかりで顔を合わせることがない。
そんな中、強烈な個性を持つ女性・シャオホンと男性・フーがジョンとイブそれぞれの前に現われ、アプローチを始める。ジョンとイブの出会いを邪魔しようと駆け回るシャオホンとフーだったが、ジョンとイブがすれ違いながらも微妙な距離で決して離れない運命に導かれていることに気がついた彼らは考えを改め、二人が出会えるよう作戦を講ずる。
それでもすれ違いを続けるジョンとイブだったが、ある自然現象に遭遇し、思いがけない形でお互いの存在を確認することになる。

## キャスト
| 役名           | 俳優               | 日本語吹替 | 備考                                                   |
| -------------- | ------------------ | ---------- | ------------------------------------------------------ |
| ジョン・リュウ | 金城武             | 土田大     | 学籍番号763092。                                       |
| イブ・ツァイ   | ジジ・リョン       | 甲斐田裕子 | 学籍番号784533。                                       |
| ドクター・フー | エドマンド・チェン | 檀臣幸     | イブの大学時代の先輩で医者。過去に告白したが振られた。 |
| シャオホン     | テリー・クワン     | 小島幸子   | 88食堂の店員。ジョンに一目ぼれする。がさつ。           |

## DVD
- 『ターンレフト・ターンライト 特別版』としてavex traxから2005年3月4日に発売された。
  - オリジナル音声（北京語）と日本語吹き替えに加え広東語バージョンも収録されている。